# Ophioscincus cooloolensis
Ophioscincus cooloolensis är en ödleart som beskrevs av  Allen E. Greer och COGGER 1985. Ophioscincus cooloolensis ingår i släktet Ophioscincus och familjen skinkar. Inga underarter finns listade i Catalogue of Life.